# Шушкявичюс, Тадас
Тадас Шушкявичюс (лит. Tadas Šuškevičius; род. 22 мая 1985, Вильнюс) — литовский легкоатлет, специалист по спортивной ходьбе. Выступает за сборную Литвы по лёгкой атлетике с 2004 года, участник ряда крупных международных соревнований, в том числе трёх летних Олимпийских игр.

## Биография
Тадас Шушкявичюс родился 22 мая 1985 года в Вильнюсе, Литва.
Дебютировал в лёгкой атлетике на международном уровне в сезоне 2004 года, когда вошёл в состав литовской национальной сборной и выступил на Кубке мира в Наумбурге, где занял 23 место в ходьбе на 10 км.
В 2005 году в ходьбе на 20 км стал четырнадцатым на молодёжном чемпионате Европы в Эрфурте.
В 2006 году на дистанции 20 км занял 60 место в зачёте Кубка мира в Ла-Корунье.
На молодёжном европейском первенстве 2007 года в Дебрецене в той же дисциплине был дисквалифицирован и не показал никакого результата.
В 2008 году занял 60 место на Кубке мира в Чебоксарах. Благодаря череде удачных выступлений удостоился права защищать честь страны на летних Олимпийских играх в Пекине — в программе ходьбы на 50 км показал время 4:02:45 и расположился с ним на 32 строке итогового протокола.
На чемпионате мира 2009 года в Берлине в дисциплине 50 км финишировал семнадцатым, тогда как на Кубке Европы в Меце сошёл в ходе прохождения дистанции в 20 км.
В 2010 году в ходьбе на 50 км был девятым на чемпионате Европы в Барселоне.
В 2011 году стартовал на Кубке Европы в Ольяне и на мировом первенстве в Тэгу, однако в обоих случаях получил дисквалификации.
В 2012 году занял 42 место на Кубке мира в Саранске. Находясь в числе лидеров легкоатлетической команды Литвы, благополучно прошёл отбор на летние Олимпийские игры в Лондоне — на сей раз в ходьбе на 50 км показал время 4:08:16 и разместился на 45 позиции.
В 2013 году стартовал на Кубке Европы в Дудинце и на чемпионате мира в Москве — в ходьбе на 20 и 50 км занял 44 и 38 места соответственно.
На чемпионате Европы 2014 года в Цюрихе стал семнадцатым в зачёте 50-километровой дисциплины.
В 2015 году на дистанции 50 км занял 22 место на чемпионате мира в Пекине.
Выполнив олимпийский квалификационный норматив 4:06:00, прошёл отбор на Олимпийские игры 2016 года в Рио-де-Жанейро — здесь в программе ходьбы на 50 км с результатом 4:04:10 занял итоговое 33 место.
После Олимпиады в Рио Шушкявичюс остался в составе литовской национальной сборной и продолжил принимать участие в крупнейших международных соревнованиях. Так, в 2017 году на дистанции 20 км он стартовал на Кубке Европы в Подебрадах.
В 2018 году в 50-километровой дисциплине был семнадцатым на чемпионате Европы в Берлине.
В 2019 году в той же дисциплине участвовал в домашнем Кубке Европы в Алитусе, но получил дисквалификацию и не показал никакого результата.